# 马太守庙
马太守庙又名偏门马太守庙，位于中国浙江省绍兴市越城区亭山乡东跨湖桥畔、跨湖桥直街南端，为祭祀东汉会稽郡太守马臻的庙宇。
建筑坐北朝南，南面亭山，西与马臻墓相邻，始建年代不详，明天启、清康熙、道光、光绪年间均有修葺，现存者为清末建筑。原建筑存前殿、大殿与左右看楼，面阔均为三间，硬山顶，此外近年于前殿后重建戏台。大殿采用抬梁穿斗混合式结构，其东西山墙绘有展现马臻治水功绩和民间传说的主题壁画32幅，每幅题有“第某相”并有题记，另有其他装饰壁画，目前总体保存完整。